# 姚勖
姚勗（785年—853年），字斯勤，陝州硤石縣（今河南省三門峽市東南）人。唐朝官員。
姚勗為姚崇的五世孫，曾祖父鄧海二州刺史姚彝，祖父河南丞姚闢，父涇縣主簿姚偁。
唐長慶元年（821年），姚勗中進士。多次被節度使府表辟，歷任監察御史、鹽鐵判官、右諫議大夫、湖州刺史、常州刺史。
姚勗担任盐铁判官时，知河阴院，昭雪冤狱。盐铁使崔珙上奏为他加酬奖，朝廷令姚勗权知职方员外郎。韦温不同意，认为郎官清选，不可以作为能吏的奖赏。韦温坚不奉诏，于是改姚勗为检校礼部郎中。杨嗣复对皇帝说，韦温志在铨择清流。姚勗为官清正，梁公姚元崇之后，人有才能，却不入清流，是衰晋之风。
会昌三年（843年），姚勗任尚书左司部郎中，后升任吏部郎中。姚勗被宰相李德裕厚待。李德裕被令狐綯等人谮害放逐，没有人敢慰问李德裕，渡南海，家无钱财资，病无汤药，姚勗多次馈赠候问，姚勗官至夔王傅。在万安山南原崇茔之旁自作寿藏，署为“寂居穴”，坟号“复真堂”，中间放棺的地方叫做“化台”，刻石而告后世。
姚勗共生有三男三女。三子分別為姚環、姚瓚、姚琢。长女嫁虢州弘农县令陇西李察，并有外孙二人和外孙女三人。
姚勗撰有史籍《後梁略》十卷等。